# Радослав Кирилов
Радослав Кирилов (болг. Радослав Кирилов, нар. 29 червня 1992, Симитлі) — болгарський футболіст, нападник клубу «ЦСКА 1948» і національної збірної Болгарії.

## Клубна кар'єра
Народився 29 червня 1992 року в Симитлі. Починав займатися футболом у структурі клубу «Септемврі» з рідної общини, а 2003 року переїхав до Італії, де продовжив футбольну освіту у командах «Річчіоне», «Ріміні» та «К'єво».
У дорослому футболі дебютував 2009 року виступами за команду «Ріміні», у якій протягом сезону взяв участь у 7 матчах чемпіонату. 
2010 року уклав контракт із вищоліговим «К'єво», за головну команду якого грав, утім, лише в кубкових матчах. Натомість протягом 2012–2019 років їздив по орендах, встигнувши за цей час пограти за «Лумеццане», «Карпі», «Венеція», «Кремонезе», «Зюйдтіроль», «Бероє», «Пірін» (Благоєвград) та «Віз Пезаро».
2019 року уклав повноцінний контракт із софійською «Славією», був основним гравцем її команди протягом трьох з половиною сезонів своєї кар'єри.
Влітку 2022 року перейшов до лав іншої софійської команди, «ЦСКА 1948».

## Виступи за збірні
2009 року дебютував у складі юнацької збірної Болгарії (U-19), загалом на юнацькому рівні взяв участь у 6 іграх.
Протягом 2011–2013 років залучався до складу молодіжної збірної Болгарії. На молодіжному рівні зіграв у 12 офіційних матчах, забив 4 голи.
2016 року дебютував в офіційних матчах у складі національної збірної Болгарії.
| Дата       | Місто         | Господарі          | Результат | Гості             | Турнір                               | Голи | Примітки |
| ---------- | ------------- | ------------------ | --------- | ----------------- | ------------------------------------ | ---- | -------- |
| 13-11-2016 | Софія (місто) | Болгарія           | 1 – 0     | Білорусь          | Відбір до ЧС 2018                    | -    | 66' 72'  |
| 26-3-2018  | Фелчут        | Болгарія           | 2 – 1     | Казахстан         | товариський матч                     | -    | 57'      |
| 2-9-2021   | Флоренція     | Італія             | 1 – 1     | Болгарія          | Відбір до ЧС 2022                    | -    | 75'      |
| 8-9-2021   | Софія         | Болгарія           | 4 – 1     | Грузія            | товариський матч                     | -    | 60'      |
| 11-11-2021 | Одеса         | Україна            | 1 – 1     | Болгарія          | товариський матч                     | 1    |          |
| 15-11-2021 | Люцерн        | Швейцарія          | 4 – 0     | Болгарія          | Відбір до ЧС 2022                    | -    | 70'      |
| 29-3-2022  | Ер-Раян       | Хорватія           | 2 – 1     | Болгарія          | товариський матч                     | -    | 60'      |
| 23-9-2022  | Разград       | Болгарія           | 5 – 1     | Гібралтар         | Ліга націй УЄФА 2022-2023 - 1-й етап | 1    | 83'      |
| 26-9-2022  | Скоп'є        | Північна Македонія | 0 – 1     | Болгарія          | Ліга націй УЄФА 2022-2023 - 1-й етап | -    | 88' 89'  |
| 20-11-2022 | Люксембург    | Люксембург         | 0 – 0     | Болгарія          | товариський матч                     | -    | 62'      |
| 24-3-2023  | Софія (місто) | Болгарія           | 0 – 1     | Чорногорія        | Відбір до ЧЄ 2024                    | -    | 77'      |
| 27-3-2023  | Будапешт      | Угорщина           | 3 – 0     | Болгарія          | Відбір до ЧЄ 2024                    | -    | 57'      |
| 4-6-2024   | Бухарест      | Румунія            | 0 – 0     | Болгарія          | товариський матч                     | -    | 71'      |
| 8-6-2024   | Любляна       | Словенія           | 1 – 1     | Болгарія          | товариський матч                     | -    | 78'      |
| 5-9-2024   | Залаегерсег   | Білорусь           | 0 – 0     | Болгарія          | Ліга націй УЄФА 2024-2025 - 1-й етап | -    | 77'      |
| 8-9-2024   | Пловдив       | Болгарія           | 1 – 0     | Північна Ірландія | Ліга націй УЄФА 2024-2025 - 1-й етап | -    | 71'      |
| Усього     |               | Матчів             | 16        |                   | Голів                                | 2    |          |